# Risalto (fortificazione)
Nell'ambito dell'architettura militare il termine risalto (del merlo) si riferisce ad un espediente architettonico per fermare le frecce dell'assalitore.
È stato ideato per potenziare il classico merlo sulle mura di cinta del castello: prima infatti gli arcieri difensori, anche se postati dietro i merli, avevano il rischio di essere trafitti dalle frecce del nemico, invece con il risalto si poté rendere più difficile agli assalitori colpire i difensori. Infatti le frecce colpivano raramente l'arciere e molto facilmente il risalto stesso.

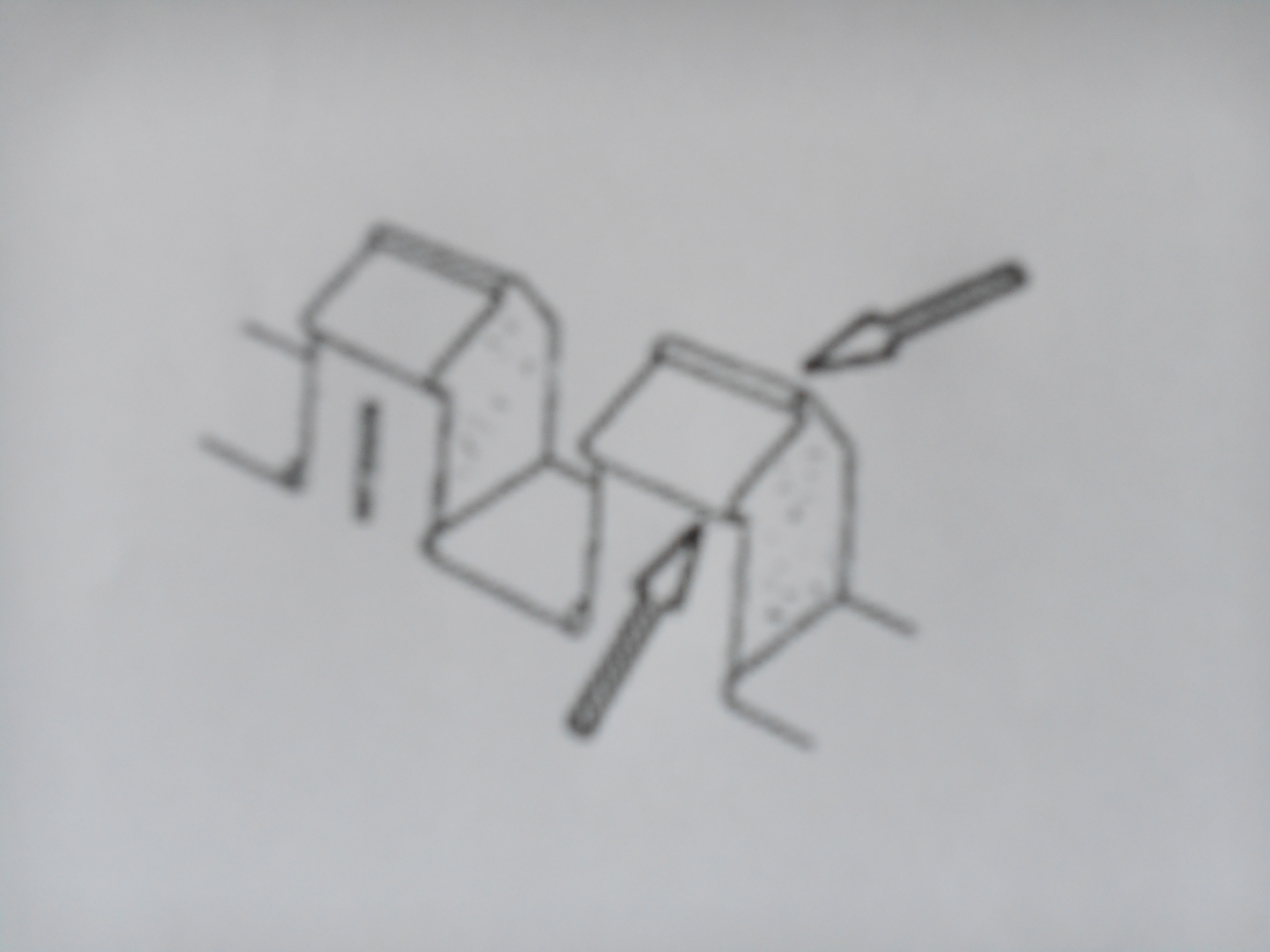
Schema raffigurante il risalto di alcuni merli sulla cinta muraria di un castello, che blocca delle frecce.